# Piramida zwierząt

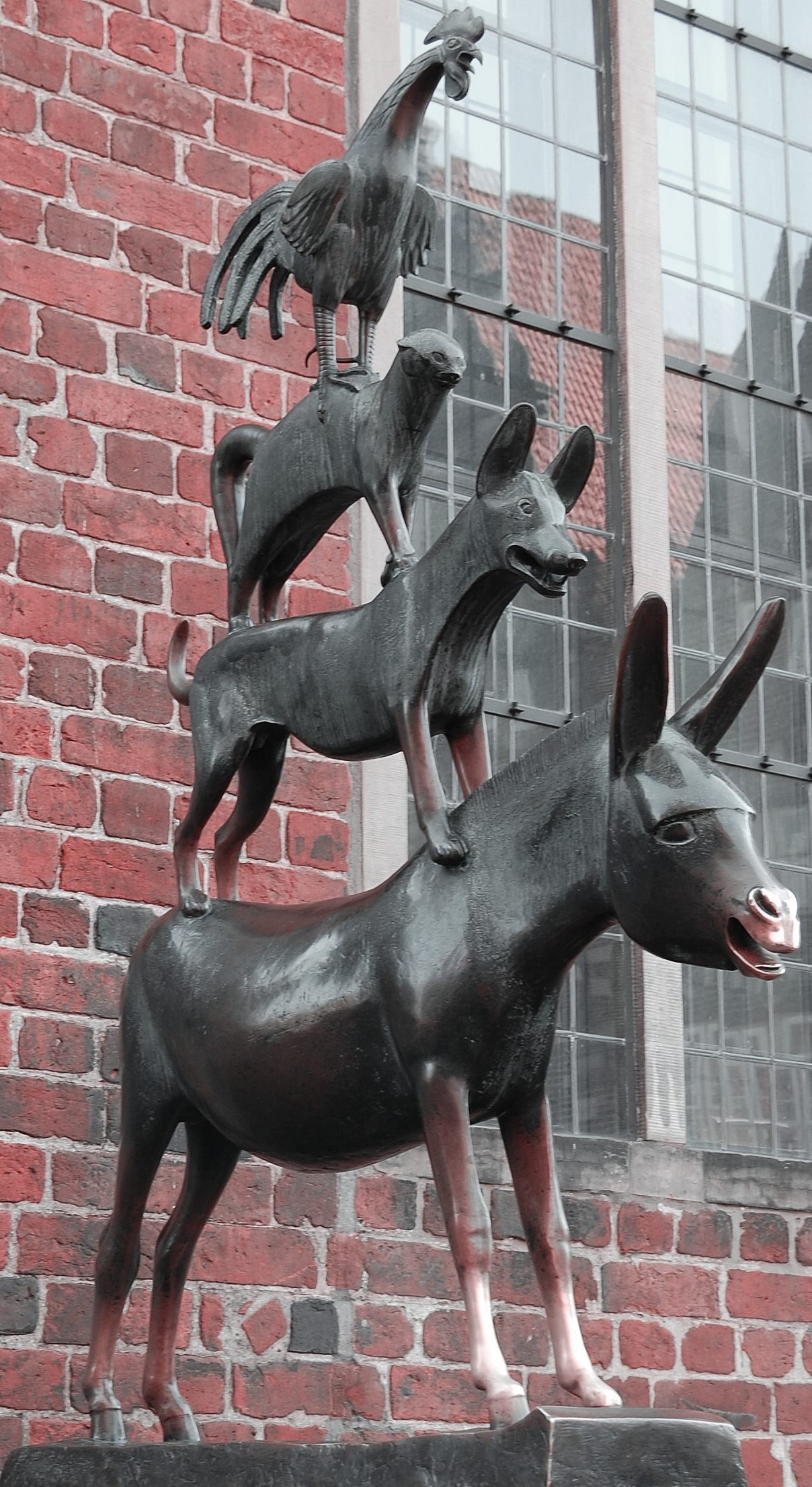
Bremeński pomnik Muzykantów według projektu Gerharda Marcksa (połowa XX wieku)

Piramida zwierząt – współczesna rzeźba-instalacja wykonana w 1993 roku przez Katarzynę Kozyrę, artystkę reprezentującą nurt krytyczny w polskiej sztuce najnowszej. Rzeźba ta składa się z czterech martwych wypchanych zwierząt, ustawionych na sobie od największego do najmniejszego – koń, na koniu pies, na psie kot, na kocie zaś kogut. Katarzyna Kozyra użyła już martwego psa i kota, a koń i kogut były przeznaczone na ubój. Uzupełnieniem całości był wideofilm ukazujący ubój konia w rzeźni. Inspiracją dla Piramidy zwierząt była jedna z baśni braci Grimm – Muzykanci z Bremy wyobrażona na pomniku autorstwa Gerharda Marcksa.
Piramida zwierząt jest pracą dyplomową Katarzyny Kozyry, wykonaną pod opieką Grzegorza Kowalskiego z Wydziału Rzeźby warszawskiej Akademii Sztuk Pięknych. Według Kozyry zwierzęta, które wybrała do wykonania rzeźby, zostały wcześniej przeznaczone na śmierć. Pies został uśpiony na życzenie właściciela, kotów było kilka do wyboru, zostały zabite dwa koguty.
Wykorzystanie ich do rzeźby budziło kontrowersje. Śmierć klaczy o imieniu Kasia, stanowiącej podstawę kompozycji, została sfilmowana przez Kozyrę. Dla twórczyni film ten stanowi ilustrację problemu śmierci, która jest elementem codzienności, lecz nie zawsze uświadamianym, a nawet eliminowanym poza nawias ludzkiej percepcji. Stąd też – według Kozyry – cywilizacja zamazuje autentyczność realiów, pokazując obraz zatuszowany i fantazmatyczny. Ponadto Piramida zwierząt ma wymiar osobisty – u Kozyry wówczas wykryto nowotwór, który został chemicznie wyleczony (kuracja spowodowała wypadnięcie włosów).
Punktem wyjścia do Piramidy zwierząt jest napisana przez Wilhelma Karla i Jacoba Ludwiga Karla Grimm opowieść Muzykanci z Bremy o ośle, psie, kocie i kogucie. Zwierzęta te uciekają z domu przed właścicielem, który chciał je zabić. Po długiej wędrówce docierają do pewnego domu i przepędzają ludzi, by spokojnie spędzić resztę życia. Dla Katarzyny Kozyry motyw ten był przykładem długowiecznej brutalności człowieka wobec zwierząt, przy czym destrukcja i brutalność ta jest poza zasięgiem „widza” i bywa zatajana, zakamuflowana. Za jedną z form kamuflowania Kozyra uważa rozmaite imaginacyjne filozofie zmieniające świadomość człowieka, oddalające go od realiów. Kolejną problematyką wyrażoną w rzeźbie jest kwestia losu zwierząt po uśmierceniu, wykorzystywanie ich przez inne zwierzęta i przede wszystkim ludzi. Artystka, odnosząc się do wątku z baśni braci Grimm, przywołuje także odwrotność sytuacji, gdy zwierzę ma przewagę nad człowiekiem.
Piramidę zwierząt artystka określiła jako „Pomnik na Cześć Genialnej Przemiany Materii”, stąd też forma i kompozycja przypominają rzeźby statuaryczne (zob. Fanagoria > Wykopaliska).
Praca Katarzyny Kozyry, mimo że była przez niektórych uważana za na wskroś „ekologiczną”, spotkała się z falą krytyki, głównie ze względu na wykorzystanie do rzeźby „gotowych” martwych zwierząt, naruszenie poprawności etycznej oraz dobrego imienia sztuki. Kozyra była przez niektórych krytyków uznawana za osobę naruszającą prawo, stąd też zastępowali jej nazwisko inicjałem. Część krytyków broniła pracy Kozyry ze względu na nonkonformizm oraz poruszenie i zrewidowanie problematyki będącej dotąd przedmiotem tabu.
W 2022 roku tygodnik „Polityka” uznał instalację za jedno z dziesięciu najważniejszych dzieł sztuki ostatniego trzydziestolecia.